# Maughold
Maughold, Macaille, Maccaldus, Machalus, Machaoi, Machella, Maghor, Mawgan, Maccul o Macc Cuill; f. c. 488) es venerado como el santo patrón de la Isla de Man. La tradición dice que era un príncipe irlandés y capitán de una banda de filibusteros que San Patricio convirtió al cristianismo. Su fiesta es el 27 de abril. Su nombre original no está claro, y es distinto de St MacCaille de Croghan, Condado de Offaly, quien recibió a Brigida de Kildare en la vida religiosa..

## Leyenda

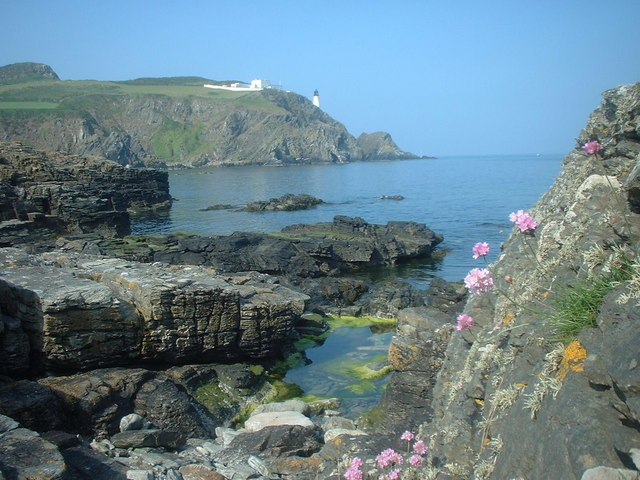
Maughold Head

Una leyenda local cuenta que Maughold trató de burlarse de Patricio. Maughold, según esta historia, había colocado a un hombre vivo en un sudario. Luego llamó a Patricio para que intentara revivir al hombre presuntamente muerto. Patricio se acercó, puso una mano sobre el sudario y se fue. Cuando Maughold y sus amigos abrieron el sudario, encontraron que el hombre había muerto. Uno de los amigos de Maughold, un tipo llamado Connor, fue al campamento de Patricio y le pidió disculpas. Patricio regresó y bautizó a todos los hombres reunidos.  Luego bendijo al hombre que había muerto, quien inmediatamente volvió a la vida y también fue bautizado. Patricio luego criticó a Maughold, diciendo que debería haber estado ayudando a sus hombres a llevar una buena vida, y le dijo que debía compensar su maldad..
Una historia dice que Maughold se retiró a la Isla de Man para evitar la tentación mundana. Otro relato relata que como penitencia por sus crímenes anteriores, Patricio le ordenó que se abandonara a Dios en un bote de mimbre sin remos. Maughold se dirigió a esta isla, donde ya estaban establecidos dos de los discípulos de Patricio, Romulus y Conindrus (Romuil y Conindri).  La tradición dice que aterrizó en la esquina noreste de la isla cerca de Ramsey, al pie de un promontorio llamado Maughold Head, donde se estableció en una cueva en la ladera de la montaña.  Se dice que fue elegido por la gente de la Isla de Man para suceder a Romuil y Conindri como obispo.
Maughold es hoy recordado en la Isla de Man por su amable disposición hacia los nativos de la Isla de Man. Varios lugares de la isla, incluyendo la parroquia de Maughold, St Maughold's Well, y St Maughold's Chair llevan su nombre.